# سونيتات من البرتغال
سونيتات من البرتغال (كتبت في حوالي 1845-1846، ونشرت في عام 1850) هي مجموعة من 44 قصيدة سونيت رومانسية كتبتها إليزابيث باريت براونينغ. تؤرخ هذه القصائد الفترة التي سبقت زواجها في عام 1846 من روبرت براونينغ. نالت هذه المجموعة استحسانا وشعبية في وقت حياة الشاعرة وهي لا تزال كذلك اليوم.

## خلفية

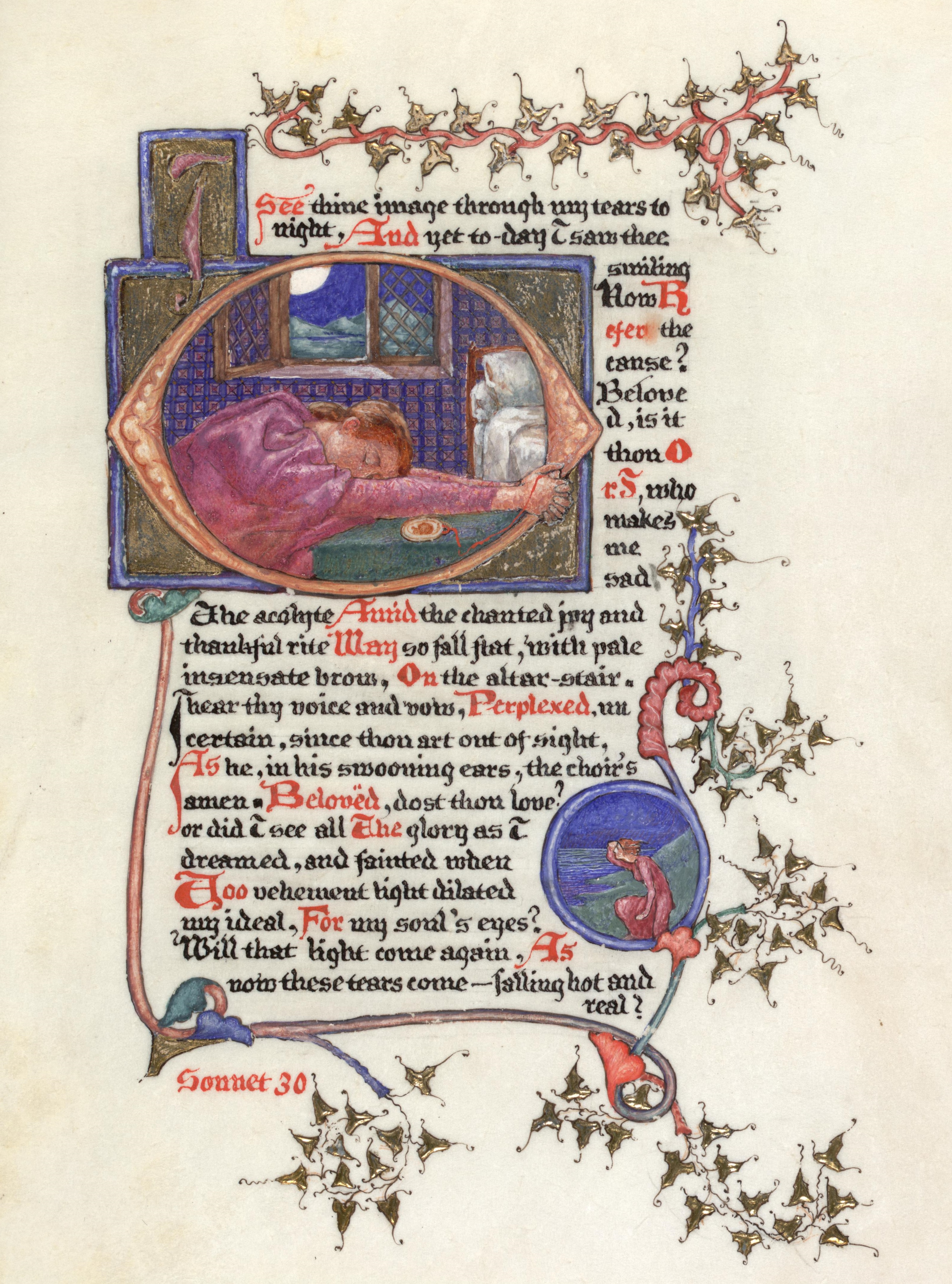
نسخة فيبي آنا تراكوير المنمقة من السونيت 30 لإليزابيث باريت بروانينغ

في البداية، ترددت إليزابيث في نشر القصائد لأنها كانت تشعر بأنها تحمل الكثير من الأمور الشخصية لكن زوجها أصر على أن قصائدها تعتبر من أفضل القصائد الإنجليزية منذ عهد شكسبير ولذا شجعها على نشر قصائدها. لمنح بعض الخصوصية لها ولزوجها قررت أن تنشر قصائدها على شكل ترجمات من قصائد أجنبية لذلك في البداية كانت قصائدها تسمى بـ قصائد من البوسنة حتى جاء ذلك الوقت الذي اقترح فيه زوجها روبرت أن تغير من اللغة الخيالية الاصلية للقصائد إلى اللغة البرتغالية. اختياره للغه البرتغالية كان سببه إعجاب إليزابيث بكامويس وبسبب أنه كان يلقبها بـ صغيرتي البرتغالية العنوان هو اشاره إلى الرسائل البرتغالية.

## رقم 33 و 43
حتى الآن القصائد أكثر شهره من بين مجموعة القصائد، مع إحدى أكثر المقدمات شهرة في اللغة الإنجليزية، هما رقم 33 و 43:

### رقم 33
حسنا، نادني باسم حيواني الأليف ! دعني اسمع
الاسم الذي اعتدت ان العب معه عندما كنت صغيره،
من خلال الألعاب البريئة وترك زلات البقر مكدسه،
إلى النظر في وجه من أثبت لي محبته
بنظرة منه أفتقد الأصوات الواضحه
التي انجرفت وتحللت
إلى موسيقى الجنة غير المدنسة
لا تناديني بعد الآن. سكون على النعش،
بينما أناجي الرب ان يجعل فمك الوريث
لهؤلاء الذين تخرج أرواحهم.
أجمع الزهور الشمالية ليكتمل الجنوب
واتبع بدايات الحب في نهاياته.
نعم، نادني بهذا الاسم، وأنا في المقابل
سوف أجاوبك بنفس الحب بدون تردد.

### رقم 43
كيف أحبك؟ دعني احسب الطرق
أحبك حتى نهاية العمق، حتى نهاية الاتساع حتى نهاية الارتفاع
الذي تستطيع روحي أن تصل إليه
وهي منطلقة إلى نعيم السلام الأبدي.
أحبك حتى يصبح حبك حاجتي اليومية الهادئة
في ضوء الشمس وفي نور الشمعة.
أحبك بحرية، كما يقاتل الرجال في سبيل الحق
أحبك ببراءة، كما يخجل الرجال من المديح.
أحبك بكل العشق الذي يسكن
أحزاني القديمة، وبكل إيمان طفولتي.
أحبك حباً كنت أعتقد أنني فقدته
مع القديسين الذين أضعتهم. أحبك بكل أنفاس حياتي
بكل ابتساماتها، بكل دموعها، بحياتي كلها. ولو سمح الإله الكريم
فسوف أحبك أكثر بعد الموت.